# Greete
Greete – wieś i civil parish w Anglii, w hrabstwie Shropshire. W 2001 roku civil parish liczyła 123 mieszkańców.